# Félix Chemla Lamèch
Pour les articles homonymes, voir Chemla et Lamèch.
Félix Chemla Lamèch (Ariana, 11 janvier 1894 - Paris 12e, 14 mai 1962) est un météorologue et un sélénographe français.

## Biographie
Né en Tunisie, Lamèch alla à l'université d'Athènes étudier la météorologie. Il construisit un observatoire à Corfou en 1927 et d'autres observatoires en France, en Afrique et en Amérique du Sud. Il dessina aussi plusieurs cartes de la Lune et publia plusieurs articles d'astronomie dans la revue Ciel et Terre. Il collabora notamment avec les astronomes Maurice Darney, Gabriel Delmotte et Arthur Pierot.
Le cratère Lamèch sur la Lune porte son nom.